# Hosdent
Hosdent (en wallon:Hosdin, en latin: Hosdanum) est un hameau belge du village de Latinne en province de Liège dans l'entité de Braives, entre Hannut, Waremme et Huy.

## Histoire
Anciennement appelée Hildin, Hisdin, Hosdain, Hosden, Hesdam, Hosdan... ce fut une importante seigneurie. À l'origine cet écrin boisé faisait partie en 867 du legs testamentaire du couple Everard de Frioul/Gisèle fille de Louis-le-Pieux à un de leurs fils, Bérenger, futur roi d'Italie.. Il se retrouva au XIIIe siècle entre les mains des  moines allemands de Saint-Cornil, qui n'en firent rien pendant trois siècles et qui finirent par le donner au Comte de Namur, qui ne sut, non plus, qu'en faire. Nicolas Badin de Hosden s'y intéressa et l'acquit. Nous étions alors au XIIIe siècle, en pleine féodalité. Il fallut cent nouvelles années à "Colas" et à ses descendants, forts et courageux, pour transformer le paysage et faire fructifier les hectares de champs. Un village s'établit dans ce val protégé, un pont fut jeté sur la rivière. Pour leurs Seigneurs, les manants bâtirent sur une rive un château-ferme avec sa chapelle et sur l'autre un moulin, une taverne, une autre exploitation et une maison de justice pour défendre leurs droits. Ainsi était né Hosdent-sur-Mehaigne, seigneurie à part entière, principauté indépendante dans la Principauté! Elle devait prendre fin, comme toutes les autres, pendant la décade révolutionnaire de 1790, son château et sa chapelle furent abandonnés par les seigneurs, puis détruits et anéantis.. 
Le blason de la famille de Hosden(t) est depuis le XIIIe siècle "de gueules à trois étriers d'argent aux étrivières d'or et placés 2+1". La devise qui l'accompagne est "Houssedam et tout l'iestrier dou païs".

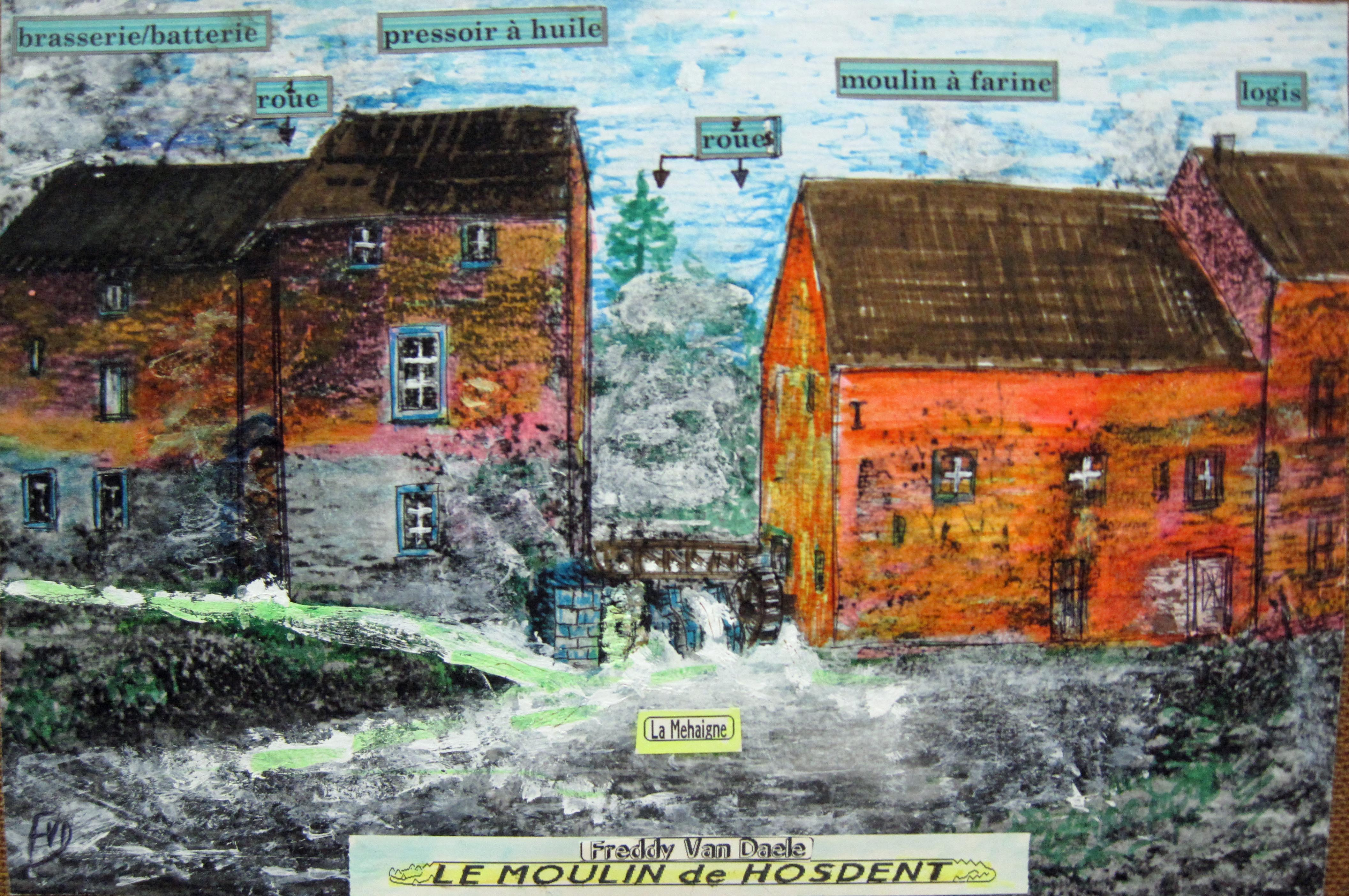
Moulin de Hosdent avant sa rénovation, dessin de Freddy Van Daele

## Note historique
Dans le "Cartulaire de Saint-Calixte" -( le cartulaire original et les plus anciennes copies ont disparu), abbaye devenue "Cysoing" et située dans la région de Lille, publié en 1886 par Ignace de Coussemaker, la première charte rapporte le testament du Comte Everard et de son épouse Gisèle en faveur de leurs 7 enfants. Le deuxième fils, Bérenger reçoit, entre autres, "curtem nostram Hildinam in Hasbanio cum omnibus que adjacent ei...".
L'acte se termine par "Actum in comitatu Tarvisiano in corte nostra Musiestro, imperante Domino Ludovico Augusto, anno regni ejus, christo propitio,vicesimo quarto" et est annoté "A° 837" (sic). Mais sur la copie de la charte figure la date 15 juin-16 décembre 867! 

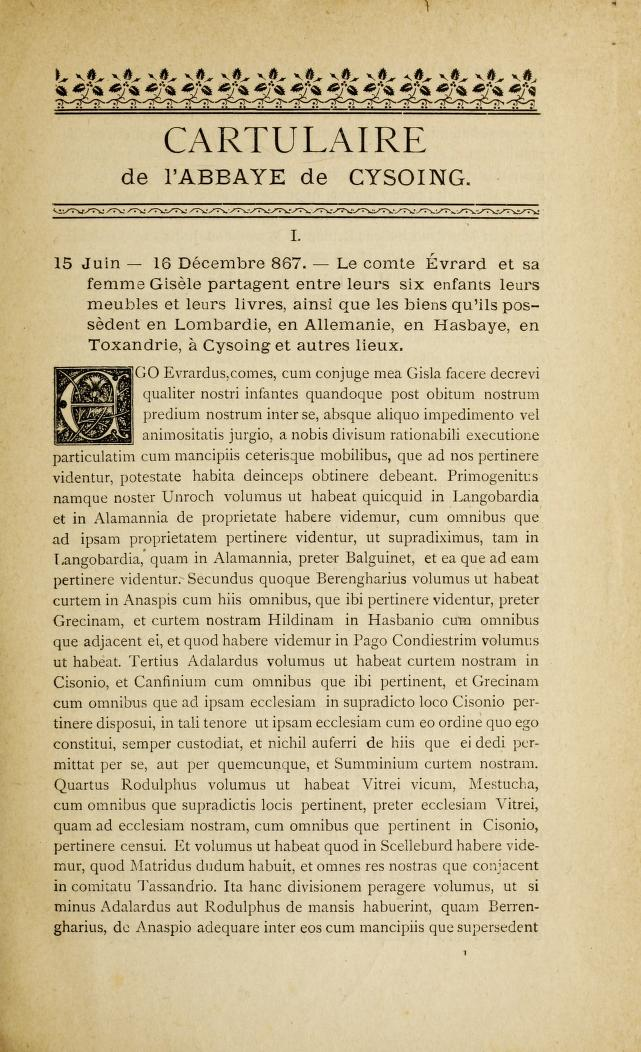
Charte n°1 de l'abbaye de Cysoing page 1

-Voir également une copie dans "Miraeus/Opera diplomatica et historica/Editio secunda/Tomus primus:A.MIRAEI CODEX/donatio piarum page 19 Caput XV "Testamentum Everardi comitis".

- Vu les nombreuses copies et recopies du document durant les siècles, il ne serait pas étonnant que Hisdinam se soit transformé en Hildinam, d'autant plus qu'il s'agit là de deux lettres( "s" et "l") dont la lecture a souvent donné lieu à pas mal d'hésitation dans le déchiffrage des écritures à plusieurs époques.
Plusieurs auteurs ont situé le bien sur la Mehaigne. Nous ne reprendrons que l'affirmation du savant Brugeois Charles Eugène Imbert qui, dans "Annales de l'Université de Louvain-Geographia pagorum Belgii/1818-1819,=Caput IV- Pagus major-Hasbannia-page 119, note qu«il ne peut s'agir que de l'actuel HESDAM-sur-MEHAIGNE», donc, pour notre époque, HOSDENT-sur-MEHAIGNE. La date de la première citation pour Hosdent passerait donc avantageusement de 1208 à 837 (ou plutôt 867).

## Développement historique
En 1255 , un Nicolas Badin " de Hosden ", fiancé à Marie de Fumal-(elle-même amoureuse du Seigneur de Fallais Richard de Beaufort!)- sévissait déjà à Hosdent. C’est en 1208 que l’abbaye de CORNELIMUNSTER(ex-Saint-Cornil d'Inde) donne la plus grande partie de Hosdent au Comte de Namur Guillaume de DAMPIERRE et il est rapporté qu'un bâtiment rural daterait de cette époque. En 1230 le village passe aux alliés de Namur, les ATRIVE pour retourner aux COMTES de NAMUR en 1345. Et ce n’est qu’en 1388 que ceux-ci mettront en place un certain COLAR BALDIN de HOSDENT . Les " de Hosdent "feront fructifier le village et grâce à leurs nombreuses et riches alliances , créeront une grande seigneurie. Leur dernier descendant mâle , CHARLES de HOSDENT , décèdera sans enfants vers 1620 et ses propriétés reviendront à la seconde épouse de son père ANTOINETTE d’OYEMBRUGGE de DURAS, auto-proclamée "baronne de Hosden", qui les transmettra à sa fille ERMELINDE de HOSDENT épouse de CHARLES de SALMIER . Leur petit-fils FRANCOIS de SALMIER mourra sans enfants en 1732 et Hosdent va alors être partagé entre un frère et une sœur de son épouse Anne Charlotte de Maulde : LE COMTE FRANCOIS LOUIS de MAULDE recevra les trois-quarts des biens avec le château ainsi que sa grosse ferme tandis que LA VICOMTESSE MARIE FRANCOISE de MAULDE , épouse du BARON JACQUES VINCENT de SPONTIN COMTE de BEAUFORT , aura le quart restant avec la " petite "ferme seigneuriale de la rive gauche et les moulins à eau.
-Les descendants de François de Maulde , à savoir ses trois nièces LOUISE,ADELAIDE et PHILIPPINE de MAULDE, vendront leur part en 1820 à un négociant liégeois SERVAIS GRISARD dont le neveu CHARLES GRISARD héritera de la ferme du château en 1861. Une fille de celui-ci, VICTOIRE GRISARD l’acquerra en 1866 jusqu’à son décès en 1920 où la ferme retournera à sa sœur LOUISE GRISARD qui la cédera à sa fille JEANNE DE BIOLLEY, épouse du chevalier WERNER van PRAET. Leur fils LE CHEVALIER ROGER van PRAET ne la gardera que trois semaines, il la vendra le 7 décembre 1948 à ALBERT HEINE , père du propriétaire actuel(2005) ROGER HEINE (depuis 1984). ( Il est à signaler que le propriétaire suivant sera Mr Philippe BATAILLE ). 
-Quant à la ferme de la rive gauche, elle passe entre 1790 et 1795 , du MARQUIS FREDERIC AUGUSTE de SPONTIN DUC de BEAUFORT au CHANOINE JEAN HUBERT SIMONON dont la veuve se marie en secondes noces avec le COMTE JOSEPH BENJAMIN de LOOZ CORSWAREM . A leur décès, en 1862, la ferme va au BUREAU DE BIENFAISANCE d’AVIN qui la vend aux enchères et elle est adjugée à CHARLES GRISARD , déjà propriétaire de la ferme du château. Hosdent est reconstitué ! En 1866, c’est LOUISE GRISARD qui hérite , mais elle partagera ses biens entre la fille de son premier mariage Jeanne de Biolley pour la ferme de la rive droite et le fils de son second mari le BARON LEOPOLD de LUNDEN pour cette ferme-ci.  La fille de celui-ci, la BARONNE MONIQUE LUNDEN épousera le COMTE EMMANUEL de LIEDEKERKE et leur fils le COMTE CLAUDE de LIEDEKERKE vend l’exploitation à RENE JAMOULLE-DELORGE de Braives en 1974. Le 1er avril 1981,lors d’une vente publique, c’est DANIEL MOES , le propriétaire actuel qui l’acquiert.

## Actualités
Aujourd'hui, Hosdent a toujours ses 2 grandes fermes, ses champs toujours fertiles à souhait et aussi sa maison de justice restaurée, son moulin réhabilité, une nouvelle chapelle N-D de Banneux, une taverne, 115 maisons (dont quelques-unes très anciennes) pour un peu plus de 300 habitants. En 2012, il fut baptisé le village du saule grâce à l'aménagement de sa zone aquatique didactique autour de son Vieux Moulin et de son ancienne Cour de Justice. C'est l'association M.M.E.R. qui gère tout le complexe.

## Anecdote
La reine Mathilde de Belgique a des "de Hosdent" dans son ascendance. Voir les 2 extraits généalogiques ci-après:

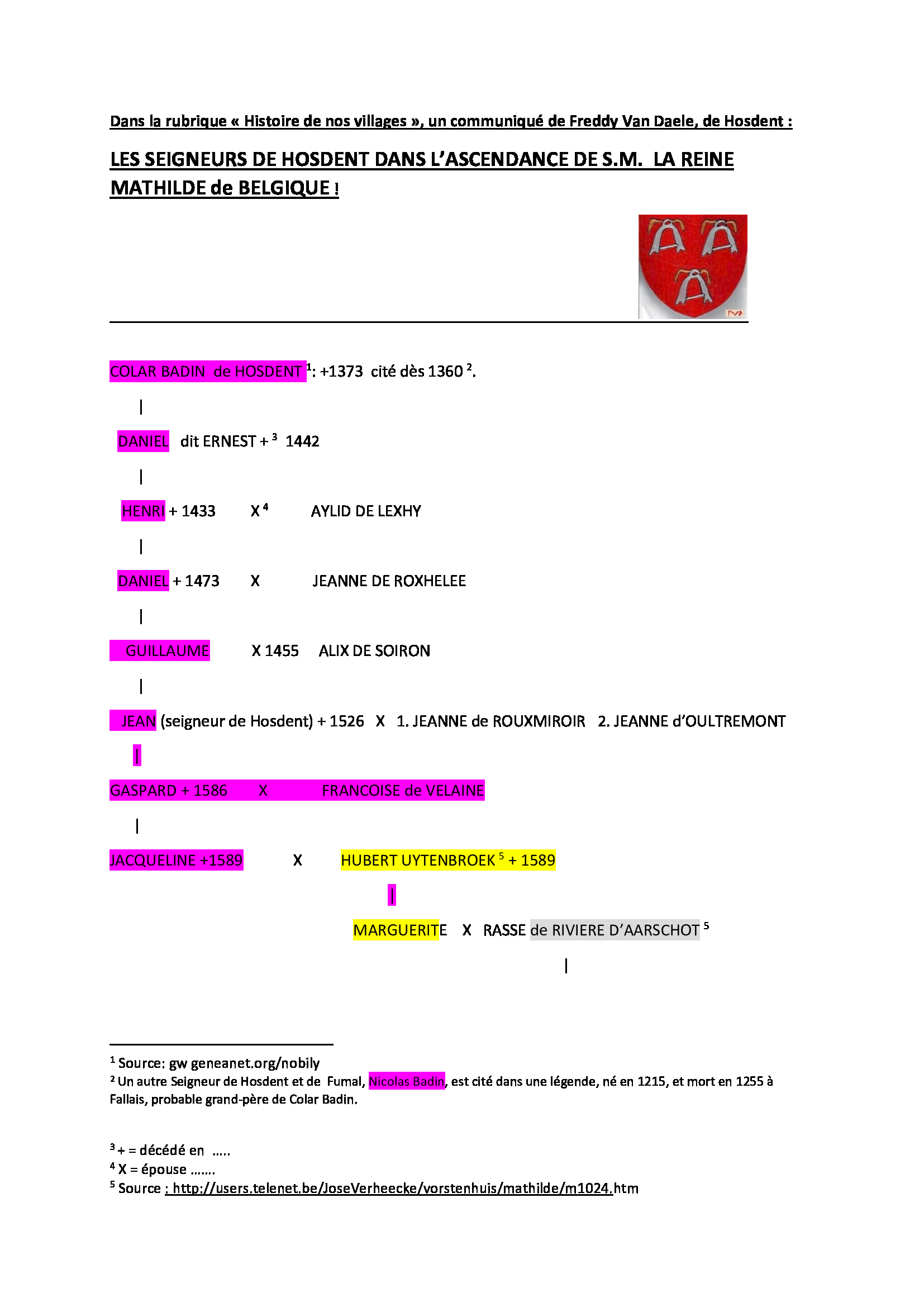
Extrait du tableau généalogique de la reine Mathilde de Belgique

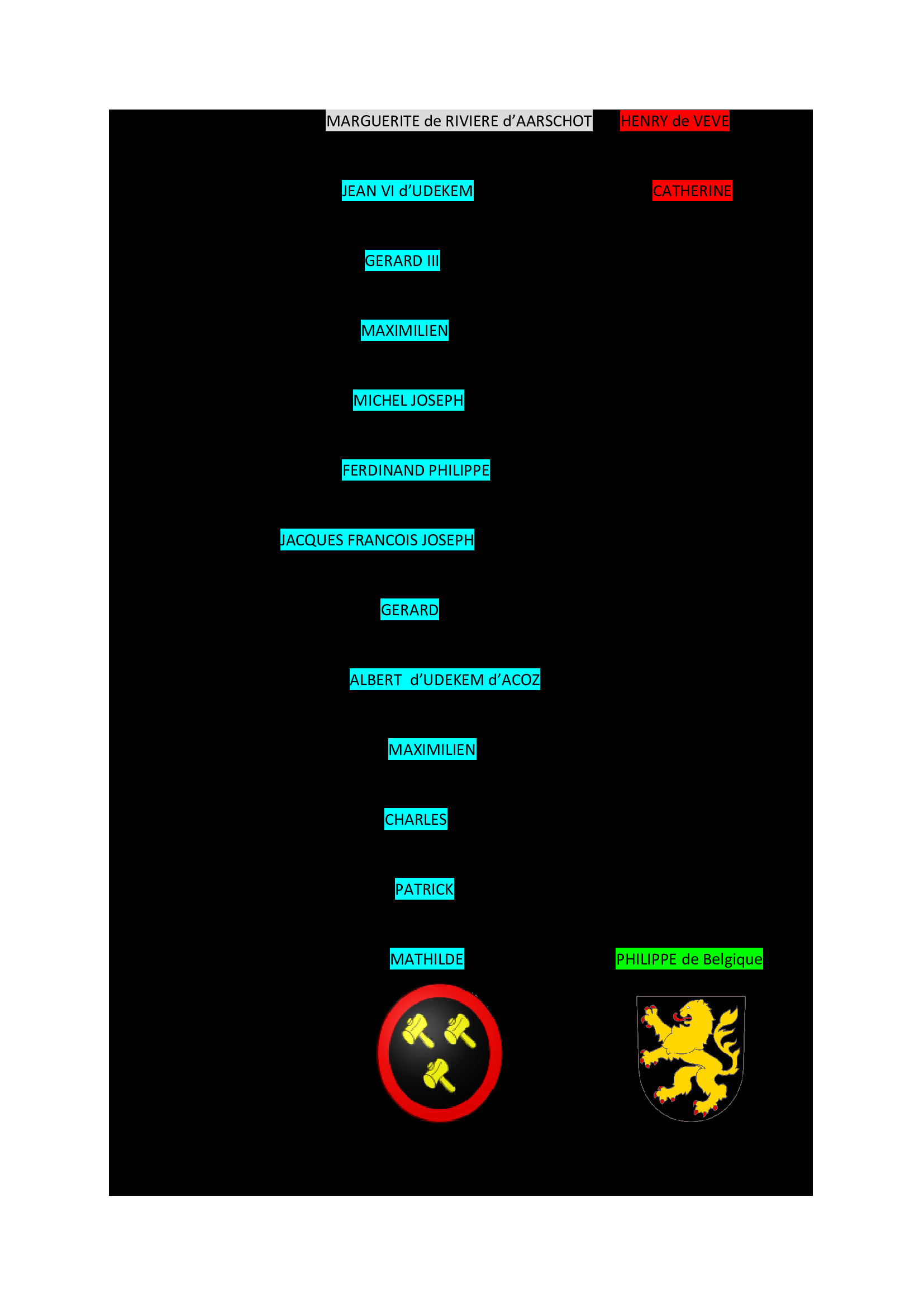
Extrait du tableau généalogique 2 de la reine Mathilde de Belgique

## Galerie

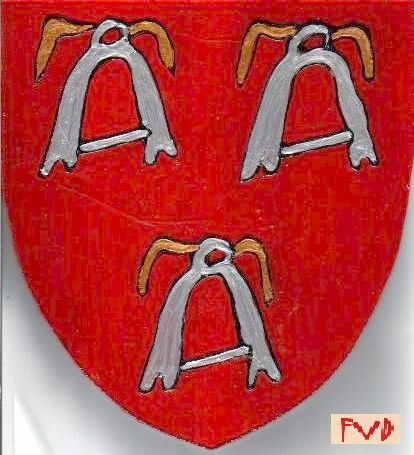
Blason des de Hosden(t) depuis le XIIIe siècle.
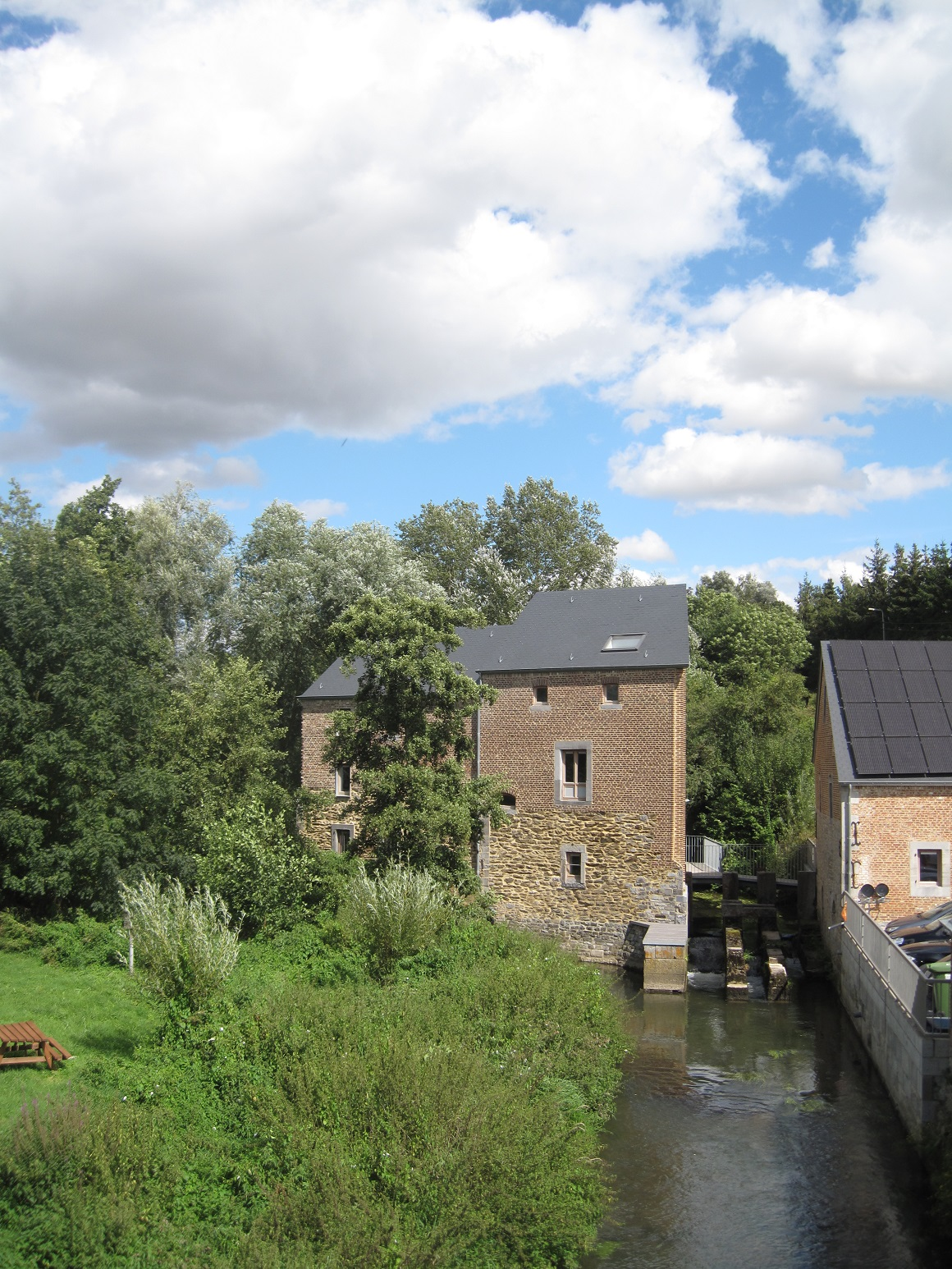
Vieux Moulins de Hosdent rénovés en 2010, cités dès le XVe siècle.
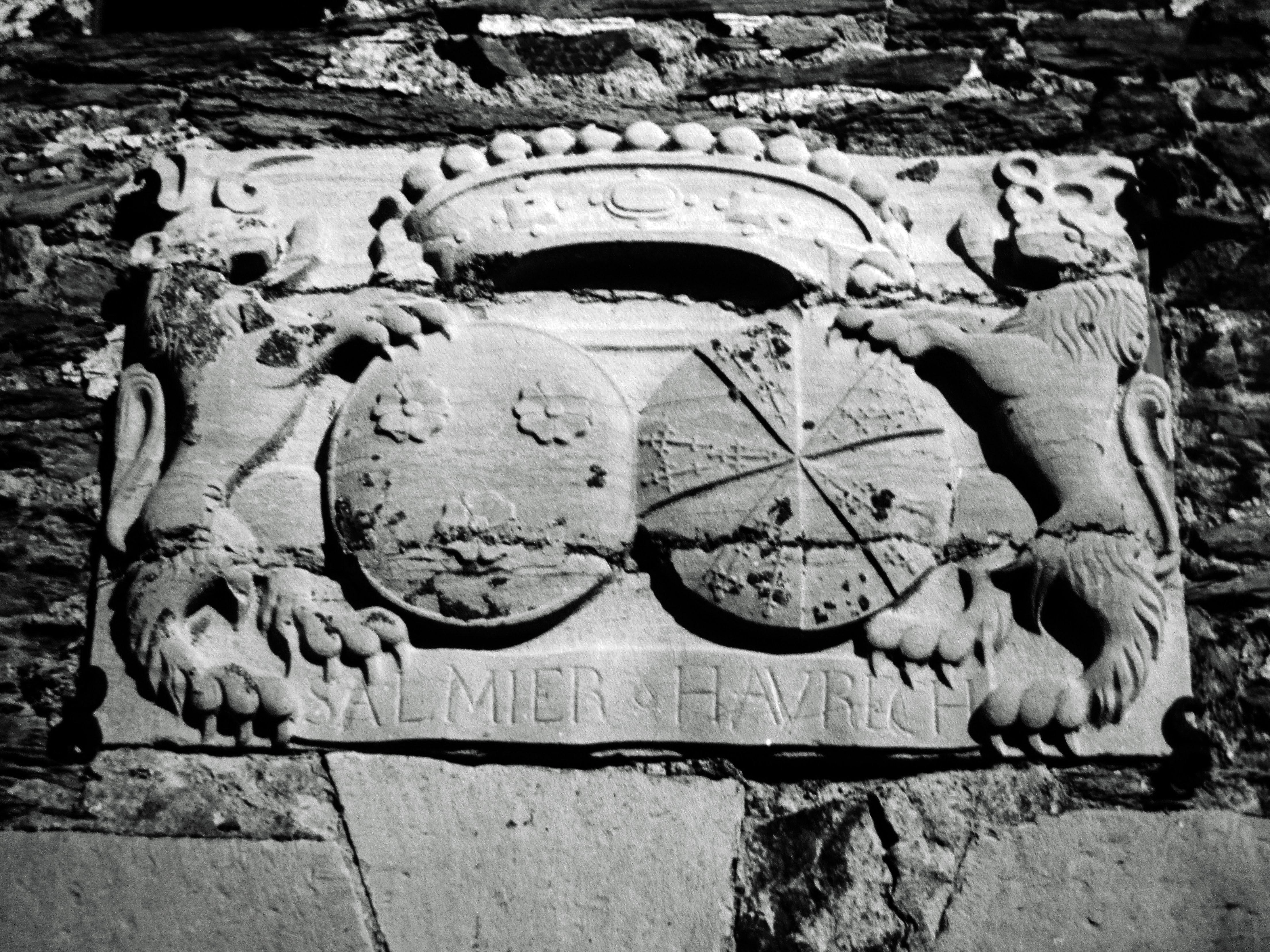
Les de Salmier succédèrent aux de Hosden(t) au XVIIe siècle.
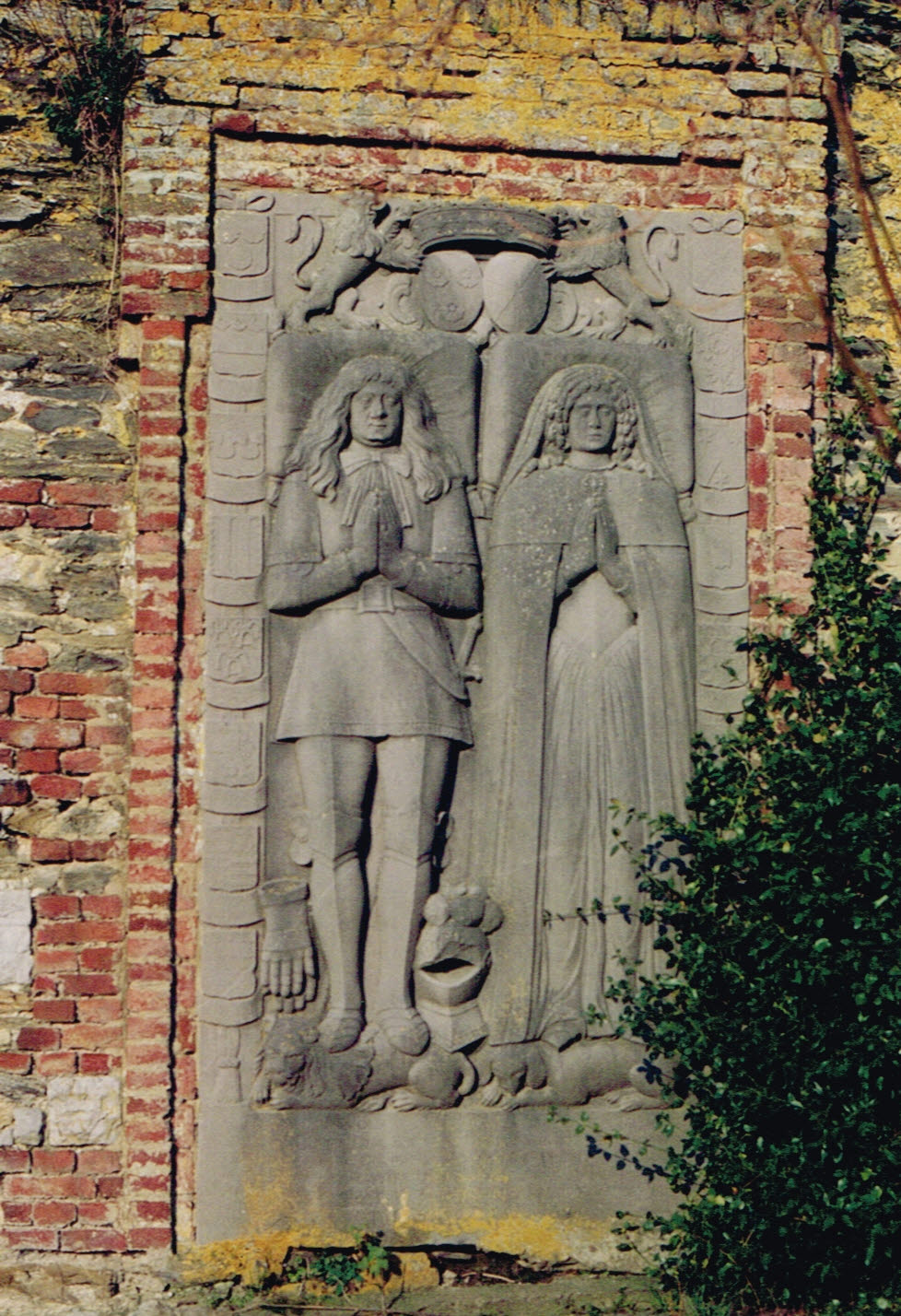
Dalle des époux de Salmier-de Havrech du XVIIe siècle, provenant de la chapelle ND de Hosden(t).
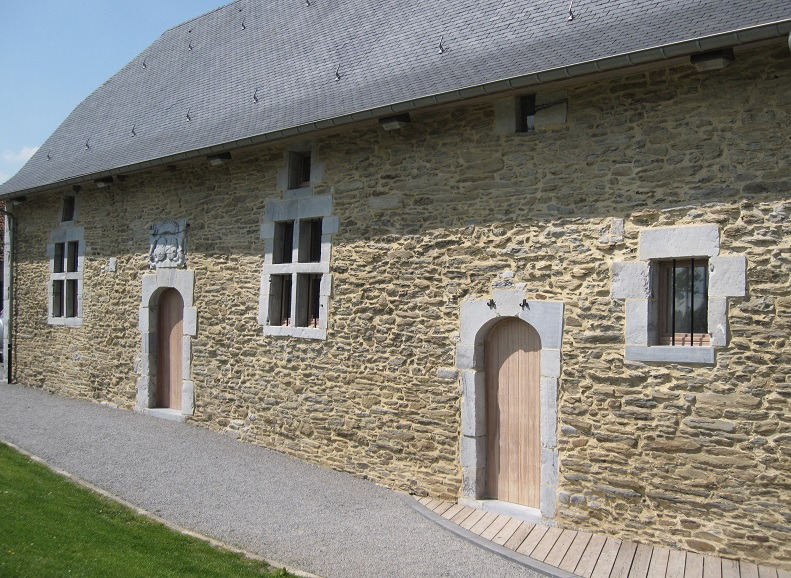
Façade de l'ancienne Cour de Justice de Hosdent du XVIIe siècle, rénovée en 2007.
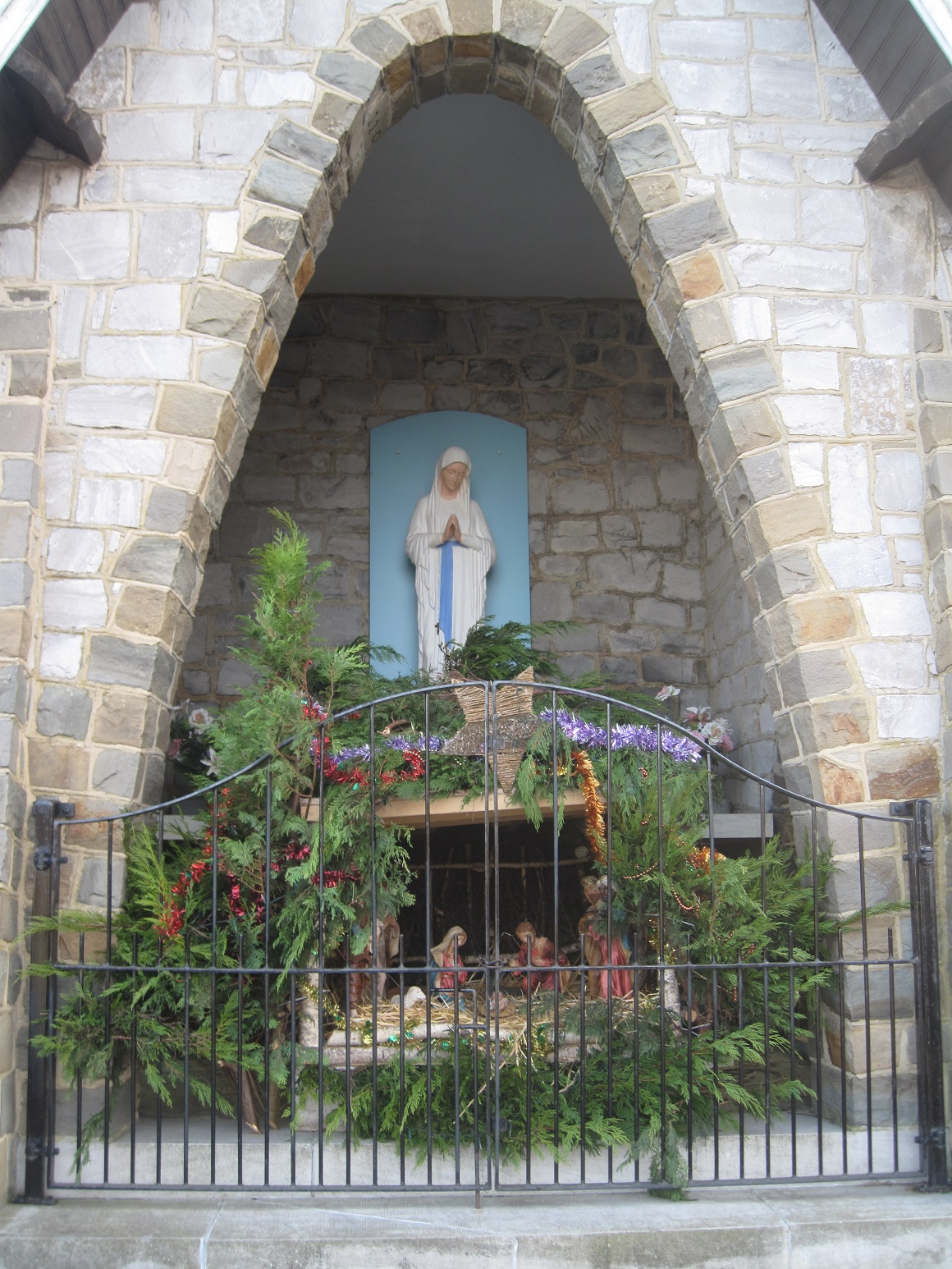
La nouvelle chapelle ND de Hosdent au cœur du village.
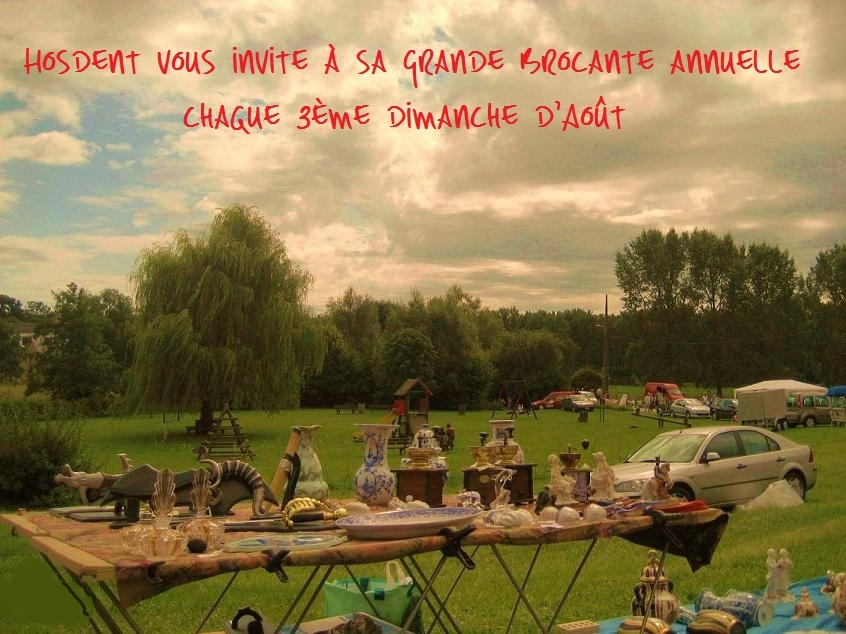
Depuis 1991, Hosdent organise une grande brocante annuelle.
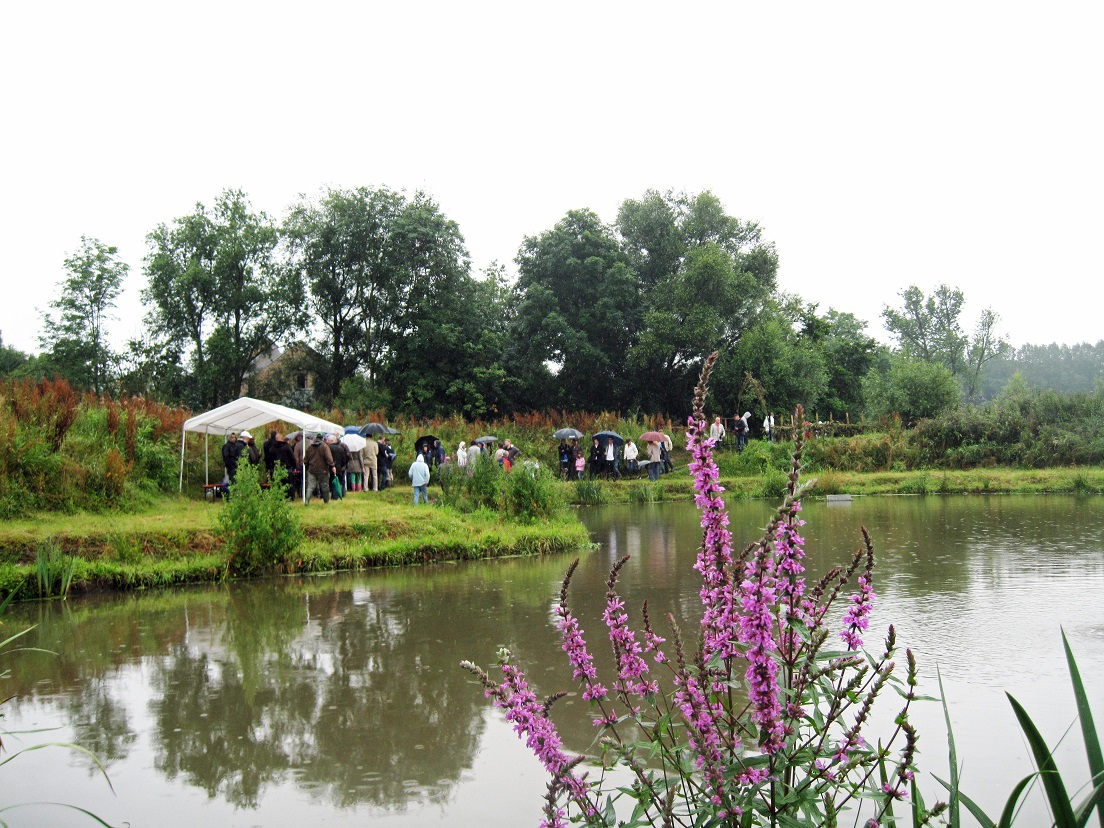
Inauguration d'une zone humide didactique à Hosdent le 15 juillet 2012.
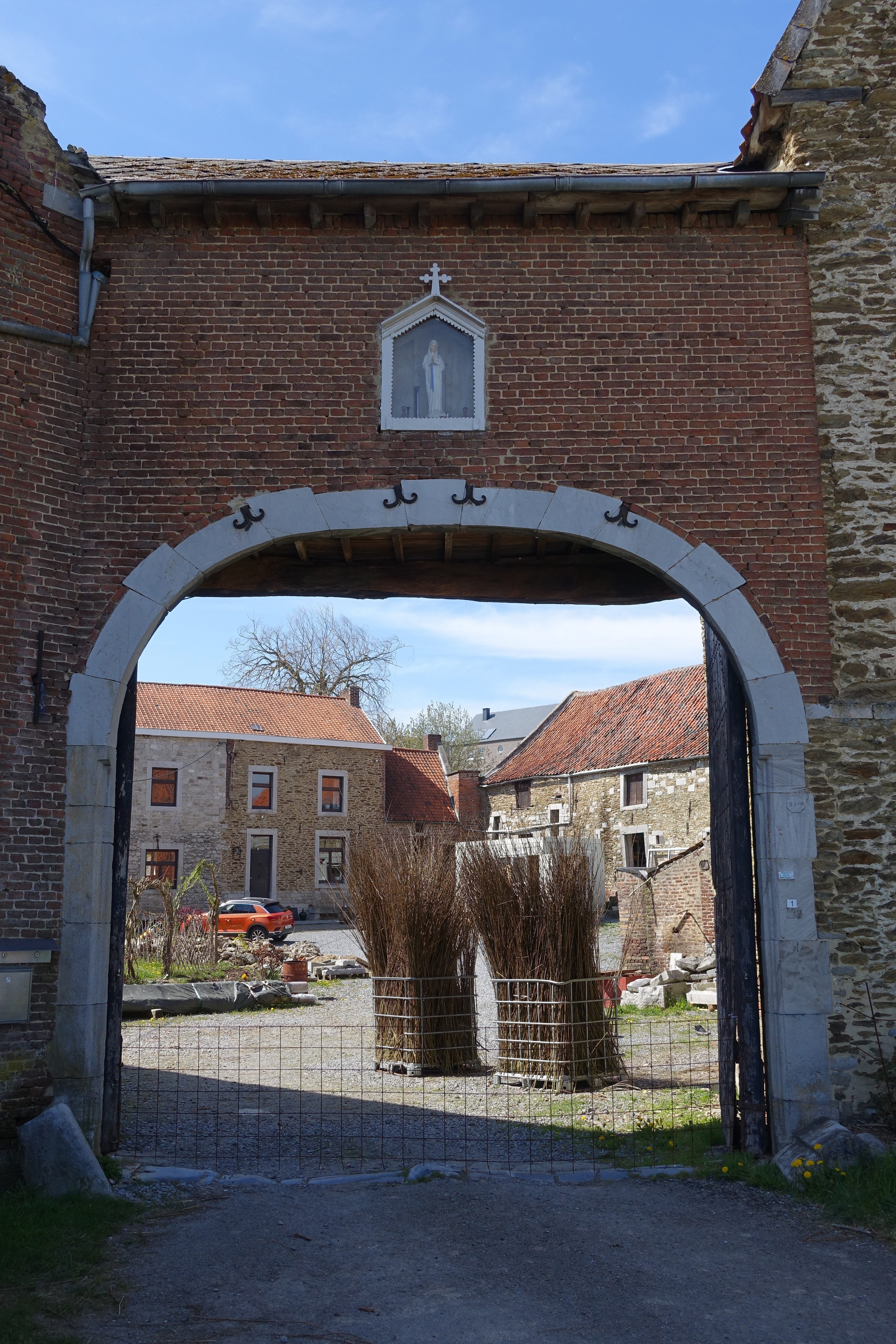
Seigneurie ou Ferme du Cortil
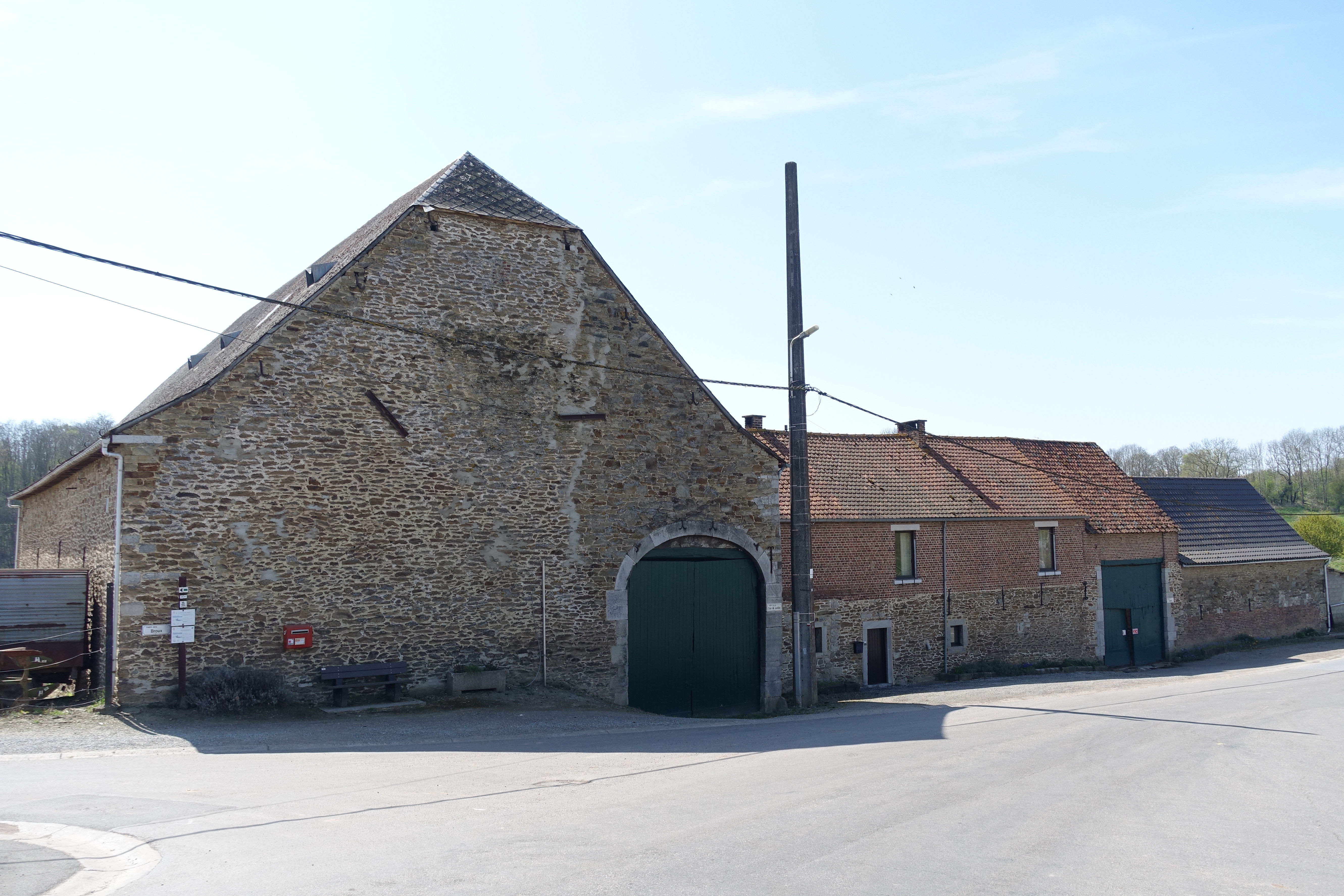
Quadrilatère